# Militaire Orde voor Dapperheid in de Oorlog (Koninkrijk Bulgarije)
De Militaire Orde voor Dapperheid in de Oorlog (Bulgaars: Орден „За храброст“) werd in 1880
door Vorst Alexander I van Bulgarije ingesteld. De aanleiding was zijn troonsbestijging op 17 april 1879. Deze ridderorde werd voor moed verleend.
Maximilian Gritzner schreef in zijn in 1893 verschenen boek over ridderorden over een orde met vier klassen voor officieren en drie voor manschappen. Voor de officieren was een commandeurskruis in twee klassen en een ridderkruis in twee klassen voorzien. De vorst zou een gouden ster en een grootkruis zonder kroon dragen.
De orde heeft gezien de kruisen voor manschappen en de versierselen veel gemeen met de, eveneens militaire, Orde van Sint-George van het Keizerrijk Rusland. De orde werd in Bulgarije vaak kortweg de "Militaire Orde" genoemd en de dragers noemde men "ridders". Zij waren hoog in aanzien. De feestdag van de orde was 6 mei.
De orde werd na de communistische machtsovername in 1944 afgeschaft. Na de val van het communisme werden de communistische orden bijna allemaal afgeschaft. De democratische republiek heeft opnieuw een Militaire Orde voor Dapperheid in de Oorlog ingesteld die enigszins op de gelijknamige orde van de koningen lijkt. Zie daarvoor: Orde voor Dapperheid (Republiek Bulgarije).

## Versierselen
Het kleinood is een wit of rood geëmailleerd achtpuntig kruis met zwaarden in de armen. In het midden is een en rood medaillon met een gouden Bulgaarse leeuw binnen een groene ring (waarop "voor dapperheid" geschreven stond) gemonteerd. Op de keerzijde staat op de ring "князъ на Българія 1879". Het kruis heeft gouden randen en wordt gedragen aan een ring die bij de commandeurs fraai gebrillanteerd is. De verhoging is een beugelkroon met acht opstaande diademen. De kruisen zijn voor alle graden gelijk, maar verschillen in grootte. Het lint was helblauw met zilveren biezen.
Bij deze orde werd de beugelkroon niet vervangen door de Bulgaarse tsarenkroon die later als verhoging boven de Bulgaarse orden werd gemonteerd.
De ster of plaque is van zilver of goud en heeft vier of acht punten. In het midden is het kruis zonder kroon gelegd.
De vorst, grootmeester van de orde, droeg een keten en een gouden ster.
Bij deze orde werd de traditie gevestigd dat de versierselen van de lagere graden van Bulgaarse orden rood geëmailleerd zijn waar die van de hogere graden wit waren. Deze traditie heeft de monarchie overleefd en bestaat nog steeds. De kruisen van de orde werd met op de keerzijde de jaartallen 1879, 1915 en 1941 toegekend.

## De zeven graden van de orde
- Grootkruis. Deze graad kwam alleen aan de Bulgaarse vorst of koning, hij was ook Grootmeester van de Militaire Orde voor Dapperheid in de Oorlog, toe. De versierselen bestonden uit een keten en een ruitvormige of achtpuntige ster.

De stichter heeft een achtpuntige ster gedragen. Later werden ook ruitvormige sterren vervaardigd.
Bij de graad van Grootkruis hoorde ook een mantel die als ordekleding werd gedragen. In de loop der geschiedenis zijn er vijf Grootkruisen geweest. Tsaar Boris III van Bulgarije werd afgebeeld met de hemelsblauwe mantel van de orde en daarop een grote ruitvormige chaton. Deze grote van zilver-, goud-, en borduurdraad gemaakte plaque was op de linkerschouder van de mantel genaaid. In de armen van het kruis lagen doodshoofden met daaronder gekruiste beenderen.
De eerste Bulgaarse vorst, Alexander v. Battenberg, droeg een achtpuntige ster en een kruis aan een lint. Er zijn ruitvormige en achtpuntige zilveren sterren bekend. Gritzner schrijft in 1893 over een gouden ster.
- Ie Klasse, Ie Graad. Van 1880 tot 1886 was dit de Ie Graad. Van de versieringen bestaan vier uitvoeringen. Deze graad bestaat sinds 1886. Dit was de graad waarin bevriende staatshoofden en hooggeplaatste Bulgaarse en voor Bulgarije verdienstelijke vreemde generaals in de orde werden opgenomen. In Bulgarije werd de Ie Klasse maar hoogst zelden uitgereikt.

De versierselen zijn een kruis dat aan een lint om de hals werd gedragen een op de borst gedragen plaque.
- Ie Klasse, IIe Graad. Behalve een om de hals gedragen kruis werd ook een wit "Steckkreuz" op de borst gedragen. Rond het centrale medaillon van dit kruis is een gebrillanteerde ring aangebracht.

De tweede, derde en vierde graad waren voor generaals en officieren bestemd.
- IIe Klasse, Van de versierselen bestaan twee uitvoeringen. Het versiersel is een wit geëmailleerd kruis dat aan een lint om de hals werd gedragen.
- IIIe Klasse, Ie Graad. Dit was tot 1915 de "Militaire Orde voor Dapperheid in de Oorlog IIIe Graad. Het versiersel is een op de borst gedragen "Steckkreuz". Een kruis met op de ring het jaartal "1941" werd met briljanten uitgevoerd.[6] Er zijn drie uitvoeringen. Dit kruis verschilt van de kruisen van de Ie Klasse, IIe Graad omdat de gebrillanteerde ring is weggelaten.
- IIIe Klasse, IIe Graad. Deze graad werd in 1915 ingevoerd. Er zijn vijf uitvoeringen. Het versiersel is een wit geëmailleerd kruis met daarboven een gouden kroon. Dit versiersel wordt aan een driehoekig lint op de borst gedragen.[7]
- IVe Klasse, Ie Graad. Dit was tot 1915 de IVe Graad van de orde. Er zijn zeven uitvoeringen. Het versiersel is een rood geëmailleerd steckkreuz.
- IVe Klasse, IIe Graad. Deze graad werd in 1915 ingevoerd en was de laagste van de voor officieren bestemde graden. Er zijn tien uitvoeringen. Het versiersel is een rood geëmailleerd kruis van de orde dat zonder kroon aan een driehoekig lint op de borst werd gedragen.

Wie meerdere kruisen van de verschillende graden bezat bleef deze naast of boven elkaar dragen.
De drie klassen voor manschappen
- De Eerste Klasse draagt een niet-geëmailleerd goudkleurig kruis zonder kroon aan een lint met een strik op de linkerborst.
- De Tweede Klasse draagt een niet-geëmailleerd goudkleurig kruis zonder kroon aan een lint met een strik op de linkerborst.
- De Derde Klasse draagt een niet-geëmailleerd zilverkleurig kruis zonder kroon aan een lint zonder strik op de linkerborst.

Wanneer een soldaat of onderofficier binnen de orde werd bevorderd mocht hij op het lint waaraan hij zijn "zilveren" of "gouden" kruis droeg een strik dragen. Deze brede horizontaal bevestigde strook van het lint van de orde ontbrak daarom op de linten van de Derde Klasse. Dit gebruik kwam ook al bij de oudere Russische Orde van Sint-George voor. Wie meerdere kruisen bezat bleef deze allemaal dragen. De manschappen konden ook na herhaalde bewijzen van hun moed niet bevorderd tot de IVe Klasse, IIe Graad.
De kruisen van de orde werden met op de keerzijde de jaartallen 1879, 1915 en 1941 toegekend. Deze jaartallen verwijzen naar de oorlogen waarin Bulgarije verwikkeld is geraakt.

## Gedecoreerde personen
De bekende Duitse jachtvlieger Manfred von Richthofen was een van de dragers van deze orde. Michael Wittmann is ook met deze orde onderscheiden.

## Insignia en draagwijze

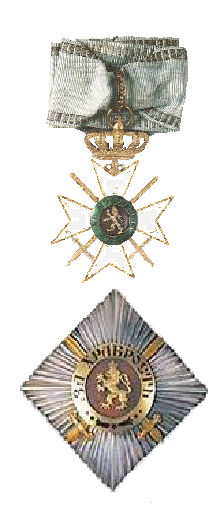
Kruis en plaque van de Ie Klasse, Ie Graad van de Bulgaarse Militaire Orde voor Dapperheid
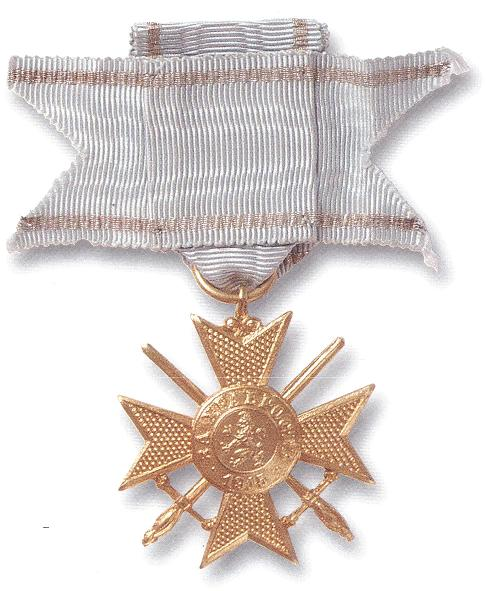
Eerste Klasse voor onderofficieren en manschappen. Het kruis is van goudkleurig metaal. Op het lint is een horizontale strik bevestigd.
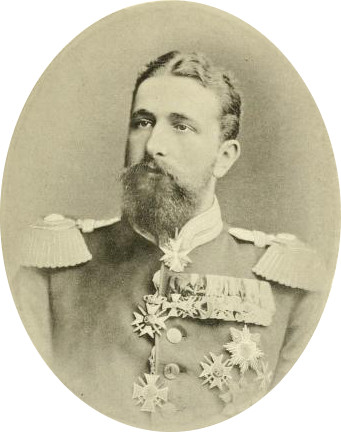
Alexander I van Bulgarije met het kruis van de orde aan een lint om de hals.
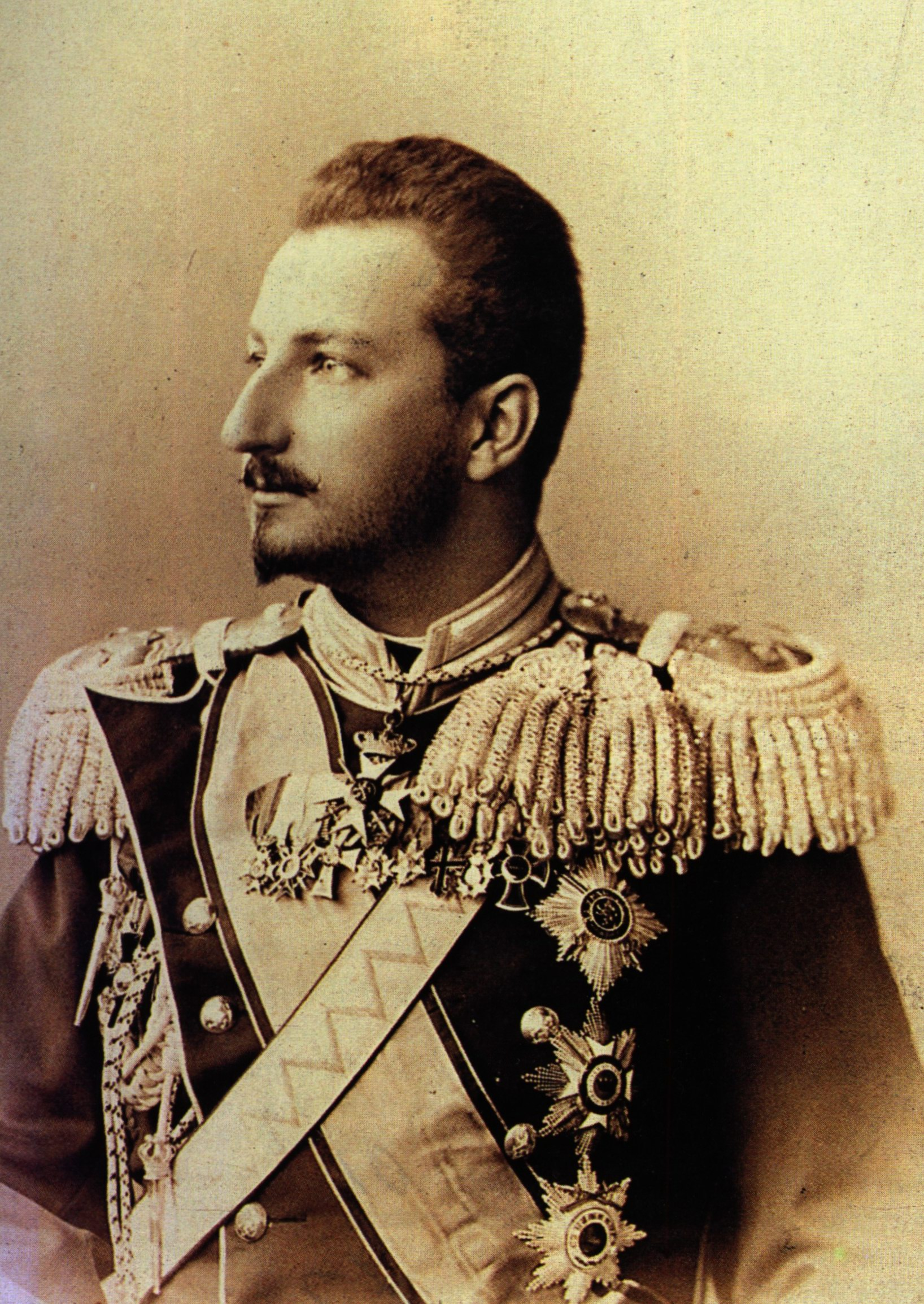
Ferdinand I van Bulgarije met de achtpuntige ster van de orde.
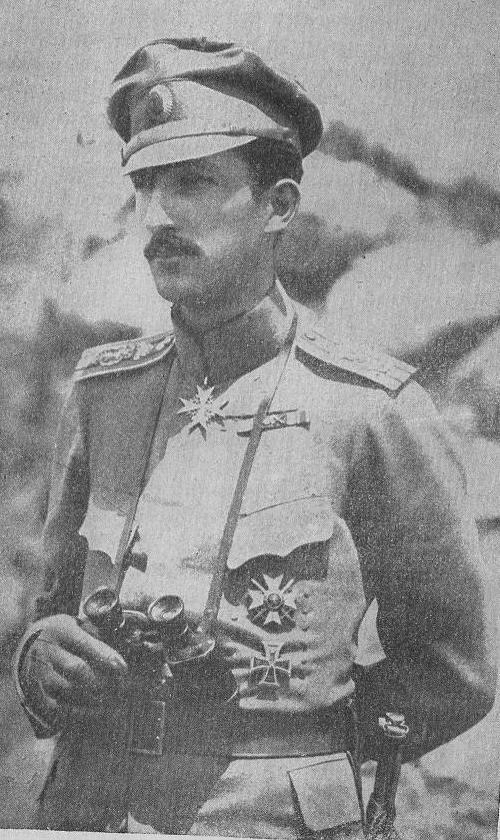
Boris III van Bulgarije draagt tijdens de Eerste Wereldoorlog de IVe Klasse, Ie Graad op zijn borst.
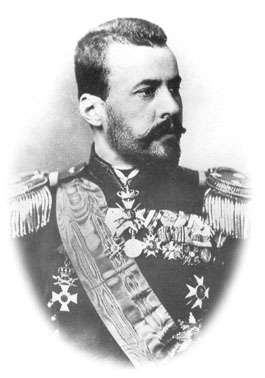
Generaal en regent Sava Mutkurova met de versierselen van de IIe Klasse, Ie graad.
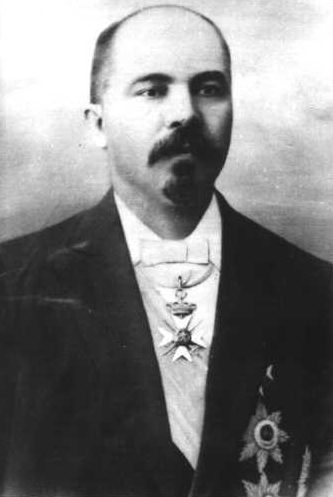
De Bulgaarse regent Stefan Stambolov met de versierselen van de IIe Klasse, Ie graad.